# Michael Roof
Michael Roof (* 24. November 1976 in Tampa, Florida; † 9. Juni 2009 in Snellville, Georgia) war ein US-amerikanischer Filmschauspieler.

## Leben
Michael Roof erblickte als Sohn von Michael Roof, senior und Jean Tillett auf der MacDill Air Force Base in Tampa das Licht der Welt, und wuchs mit vier Geschwistern, zwei Brüdern und zwei Schwestern auf. Roof begann im Vergleich zu vielen seiner Kollegen relativ spät mit der Schauspielerei und stand erstmals im Jahr 2000 in der Sketch-Comedy Hype vor der Kamera. Wegen des ausbleibenden Erfolgs wurde die Produktion der Serie jedoch nach 17 Episoden eingestellt.
Roof zog daraufhin nach Hollywood, wo er im Jahr 2001 seinen Durchbruch erzielte, als er eine Nebenrolle in Ridley Scotts Kriegsfilm Black Hawk Down übernahm. 2002 stand er für den Actionfilm xXx – Triple X vor der Kamera. Roofs Karriere war jedoch ausschließlich auf Nebenrollen beschränkt, seine letzte Filmrolle übernahm er 2005 in Ein Duke kommt selten allein. 2006 entwickelte Roof die Reality-Show Raising the Roofs, in der er das Leben seines Vaters satirisch beleuchtete.
Als nach sechs Episoden die Serie eingestellt wurde, zog sich Roof aus der Schauspielerei ins Privatleben zurück. Er zog nach Snellville, im US-Bundesstaat Georgia, heiratete und bekam mit seiner Frau Megan drei gemeinsame Söhne.
Am 9. Juni 2009 nahm sich Roof das Leben, indem er sich erhängte. Seit Jahren litt er an einer Bipolaren Störung, auch hatte er finanzielle Schwierigkeiten. 
Michael Roof liegt in Dunnellon (Florida) begraben.

## Filmografie
- 2001: Black Hawk Down (Black Hawk Down)
- 2002: xXx – Triple X (xXx)
- 2005: xXx 2 – The Next Level (xXx: State of the Union)
- 2006: Ein Duke kommt selten allein (The Dukes of Hazzard)